# Meiji-kejseren
Meiji-kejseren (3. november 1852-30. juli 1912), hvis personlige navn var Mutsuhito, var den 122. kejser af Japan. 
Som kejser blev han – i hvert fald symbolsk – leder af den japanske industrialisering og udtrædelse af feudal-tiden, efter revolutionen kendt som Meiji-restaurationen. Tokugawa-shogunatets magt blev knust og erstattet med oligarki. Hverken kejseren eller parlamentet sad på den største magt. Det gjorde i stedet den gruppe af mænd, der kaldtes Genro – en gruppe af ældre, pensionerede embedsmænd, der var tilknyttet først Meiji- og siden Taishō-kejseren.
I Meiji-perioden blev grundstenene til den imperialistiske militarisering lagt, der resulterede i flere krige og kulminerede med Japans tilslutning til aksemagterne under anden verdenskrig.

## Ekstern henvisning
- Wikimedia Commons har flere filer relateret til Meiji-kejseren